# Ali Paša Janinský
Ali Paša Janinský (Tepelenský) (1741/1744 Tepelenë – 5. února 1822) (také Ali paša Tepelenský, Ali paša Tepedelenli, Ali paša Janinský, přezdívaný i janinský lev, albánsky Ali Pashë Tepelenjoti, turecky Tepedelenli Ali Paşa) byl albánský šlechtic a vojenský velitel, zpočátku poloautonomní správce a později relativně samostatný vládce Janinského pašalíku, který se odtrhl od Osmanské říše v západní Rumélii. Pokoušel se vládnout nezávisle na sultánovi za pomoci Ruska a Francie a s evropskými zeměmi udržoval čilé vztahy, zejména s Francií. V roce 1822 byl na příkaz osmanského sultána popraven po dobytí Janiny Turky. Postava Ali Paši je zmíněna v několika dílech, mimo jiné např. v knize Hrabě Monte Cristo od Alexandra Dumase či Poslední dny janičiarů od Móra Jókaie.

## Život
Narodil se ve vesnici Bečiště, která se nachází u města Tepelenë, na dnešním území Albánie. Je považován národností za Albánce, nicméně jeho rodina má kořeny v Anatolii. Jeho otec Vali byl begem, nicméně ztratil své politické postavení a roku 1758 zabit, ještě když bylo Alimu 18 let. Po vraždě manžela, Aliova matka Hanka dala dohromady skupinu povstalců, do jejichž čela se brzy postavil sám mladý Ali. Podle vyprávění byl blonďatý a modrooký, relativně nízkého vzrůstu. Se svou družinou pomáhal pašovi z ostrova Euboia uhasit povstání ve Skadaru. Roku 1768 se Ali oženil s dcerou paši, který spravoval Delvinský sandžak a stal se jeho spojencem. Ali zatím spadal pod vládu Rumelijského paši, ale v rámci zásluh ve válce s Rakouskem mu byl roku 1787 udělen do správy Trikalský pašalík (území v dnešní Thessálii). Roku 1788 převzal kontrolu nad Janinou, která byla následných 33 let jeho sídlem. Celou oblast rozšířil ještě o část Albánie, západní Řecko a Peloponés.

## Vláda
Ali Paša vládl polonezávisle ve vztahu k Osmanské říši. Pragmaticky viděno, uzavřel by spojenectví s každým, kdo by mu umožnil rozšířit oblast, které vládl. Uzavřel spojenectví s Napoleonem I. Bonapartem, toto však porušil uzavřením následného spojenectví se Spojeným královstvím roku 1807. Toho roku byl podepsán Tylžský mír, jímž Napoleon zamýšlel rozdělit Osmanskou říši. Toto spojenectví bylo uzavřeno s posvěcením Vysoké Porty.
Lord Byron roku 1809 navštívil dvůr Ali Paši v Janině. Je zřejmé, že měl z tohoto zážitku rozporuplné pocity. Na jednu stranu byl ohromen bohatstvím Janiny, ale naproti tomu se zhrozil Aliovy ukrutnosti.

### Islamizace Epiru
Když byl Ali Paša vládcem v Epiru, obyvatelé mnoha tamních vesnic byli donuceni konvertovat k islámu. Existují však případy, kdy si mohli jednotlivci ponechat křesťanská jména a v opravdu výjimečných případech bylo ženám v islamizovaných rodinách povoleno vyznávat křesťanství. V těch částech Epiru, kde tvořili Řekové většinu, si obyvatelé zachovali jak svůj jazyk, tak křesťanskou víru.

## Dobývání a vyvražďování

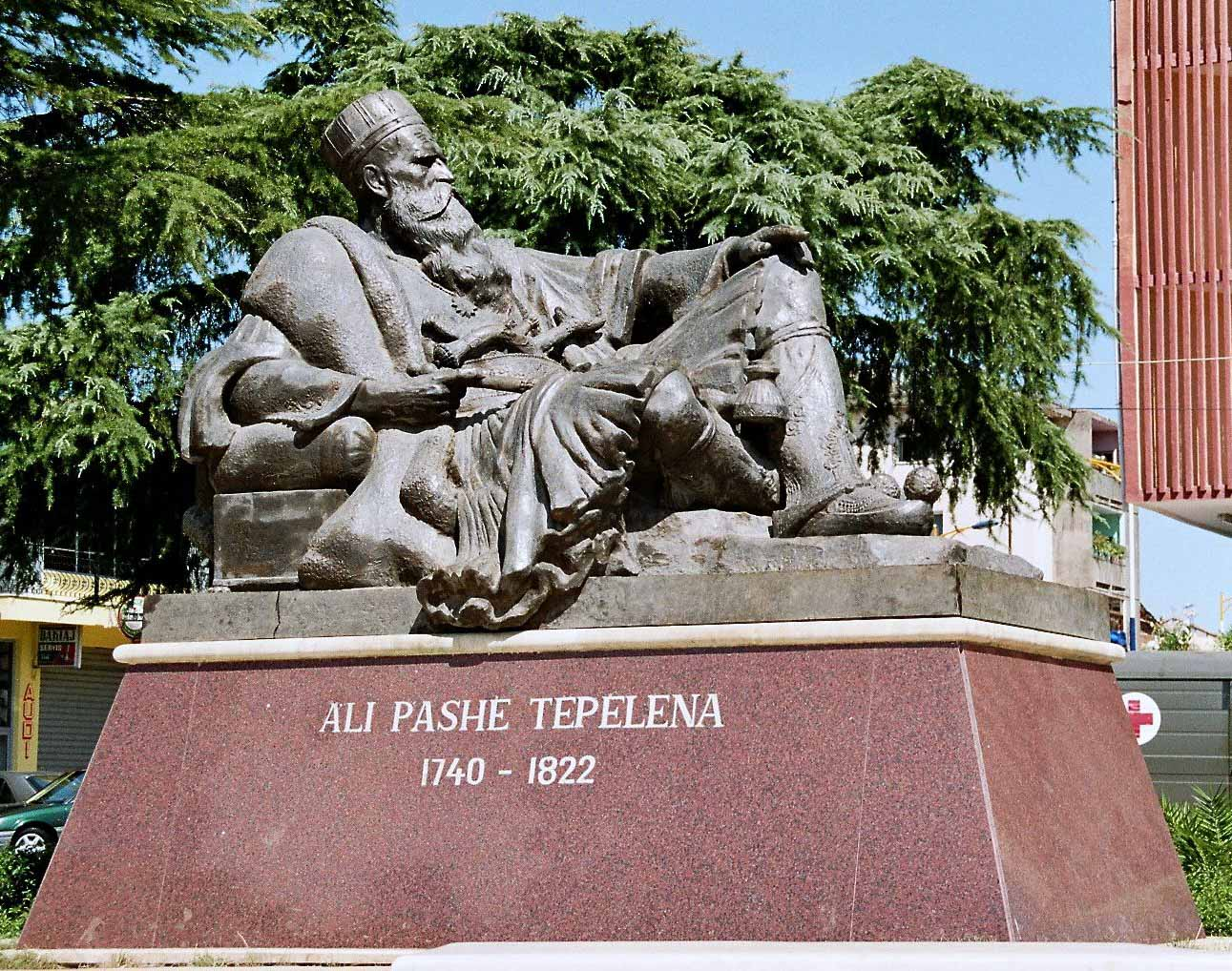
Památník Ali Paši ve městě Tepelenë

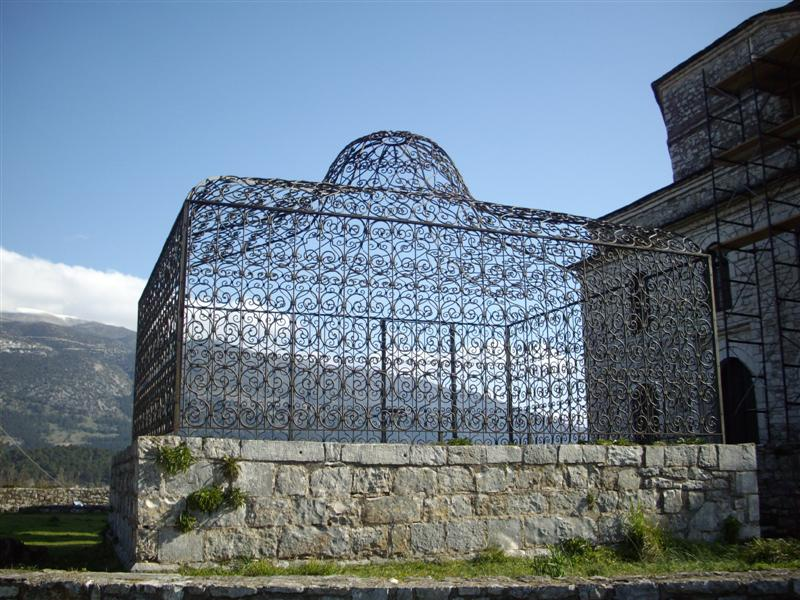
Hrobka Ali Paši

Ali Paša byl v celé oblasti známý svou krutostí, která je zmiňována i v písních a folklóru.
Gardik je vesnice, která kdysi existovala poblíž Gjirokastra (čti džirokastra). Hormova je vesnice mezi Gjirokastrem a Tepelenem, která dodnes existuje. Existují vyprávění o tom, že skupina obyvatel těchto dvou vesnic obklíčila Aliovu matku a sestru a každou noc docházelo k jejich znásilňování. Čtyřicet let po této události dal Ali Paša zabít 739 mužských potomků obyvatel oné zmiňované skupiny.
Roku 1788 napadl Ali Paša město Moskopolje, které bylo centrem Arumunů a čítalo asi 60 000 obyvatel. Moskopolje bylo během 18. století terčem útoků albánských povstalců kesedžijů, ale největším a osudným útokem byl právě ten provedený roku 1788, při kterém zahynula většina obyvatel.
Ali Paša dále se svojí družinou potlačil samozvanou nezávislost, kterou vyhlásilo jedenáct obcí v oblasti zvané Suli. Obyvatelé Suli, kterých bylo asi 13000, se vydrželi bránit celých 15 let, toto hrdinství se pak stalo známým případem řeckého boje za nezávislost. Po potlačení povstání, vyhnal všechny obyvatele z kraje a vysoko nad ním postavil strážní pevnost Kiafa, z které dnes stojí jen hradby. Aby unikly porobení a odvedení do otroctví, páchaly ženy se svými dětmi hromadné sebevraždy skokem z hory, na kterou je vojáci zahnali. Na jejich počest je postaven na oné hoře památník Zalongo.
Mírem v Campo Formio bylo město Preveza odevzdáno Francii. Ali Paša získal město zpět roku 1798, během dobývání nechal povraždit Řeky, kteří bránili město spolu s Francouzi. Příkladem může být mučení klefta Kacantonise, bojovníka za nezávislost Řecka, kterému byly na náměstí lámány kosti kladivem
Mladé Řekyně z Janiny byly obviněné z cizoložství, svázané do pytle a utopeny v jezeru Pamvotida, známém jako Janinské jezero.

## Smrt
Roku 1820 nařídil Ali Paša zabít svého soka v Istanbulu. Sultán Mahmud II., který se snažil o upevnění moci Porty, využil tento čin k odstranění Ali Paši. Ali odmítl uposlechnout nařízení Porty, aby se vzdal funkce, a tak Porta vyslala vojsko, které mělo vyvinout tlak, aby příkaz uposlechl. Ali k obraně uzavřel spojenectví s Řeky, klefty a Sulioty a hlavním představitelem města Suli, Markosem Bocarisem. Vojsko Ali Paši se spolu s 20 000 Řeky dva roky bránilo proti Osmanským vojskům. Tato událost je chápána v podstatě jako další případ boje za nezávislost Řecka.
Roku 1822 se osmanským špionům podařilo zavraždit Ali Pašu při jeho pobytu v chrámu sv. Pantaleona na břehu jezera Pamvotiva. Byl proboden meči zpod místnosti, kde pobýval. Díry od mečů jsou dnes v chrámu populární turistickou atrakcí. Hlava Ali Paši byla poslána do Istanbulu.
Je pohřben v mauzoleu u jedné z hlavních Janinských mešit. V chrámu svatého Pantaleona se dnes nachází muzeum zasvěcené Ali Pašovi, ve kterém jsou umístěny jeho osobní věci.